# Javier Restrepo
John Javier Restrepo Pérez (Medellín, 22 augustus 1977) is een Colombiaans voetballer die speelt als verdedigende middenvelder en sinds 2014 onder contract staat bij de Mexicaanse club Celaya Fútbol Club.

## Clubcarrière
Restrepo speelt als verdedigende middenvelder. Hij maakte zijn debuut in het profvoetbal in 1998 als speler van Atlético Bucaramanga.

## Interlandcarrière
Restrepo kwam 38 keer uit voor het Colombiaans voetbalelftal en scoorde daarbij twee keer. Onder leiding van bondscoach Francisco Maturana maakte hij zijn debuut voor Los Cafeteros op 11 juli 2001 in de Copa América-wedstrijd tegen Venezuela (2-0) in Barranquilla. Hij won dat toernooi met zijn vaderland door Mexico in de finale met 1-0 te verslaan.

## Erelijst
Independiente Medellín
- Landskampioen

2002, 2009